# Boophis tsilomaro
Boophis tsilomaro is een kikker uit de familie gouden kikkers (Mantellidae). De soort werd voor het eerst wetenschappelijk beschreven door Miguel Vences, Franco Andreone, Julian Glos en Frank Glaw in 2010. De soort behoort tot het geslacht Boophis.

## Leefgebied
De kikker is endemisch in Madagaskar. De soort is gevonden op het schiereiland Sahamalaza op en hoogte van 170 meter boven zeeniveau.

## Beschrijving
Mannetjes hebben een lengte van 52,8 tot 64,1 millimeter en vrouwtjes hebben een lengte van 49,1 tot 57,9 millimeter.